# Libichava
Libichava (ungarisch Libáka – bis 1907 Libichava) ist eine Gemeinde im Westen der Slowakei mit 138 Einwohnern (Stand 31. Dezember 2024), die zum Okres Bánovce nad Bebravou, einem Teil des Trenčiansky kraj, gehört.

## Geographie
Die Gemeinde befindet sich im Nordteil des Hügellands Nitrianska pahorkatina an den Bächen Livina und Libichavský potok im Einzugsgebiet der Bebrava. Das Ortszentrum liegt auf einer Höhe von 223 m n.m. und ist 15 Kilometer von Bánovce nad Bebravou entfernt.
Nachbargemeinden sind Veľké Hoste im Norden, Otrhánky im Osten und Šišov im Süden und Westen.

## Geschichte
Libichava wurde zum ersten Mal 1329 als utraque Libaha schriftlich erwähnt und war ursprünglich Besitz des Bans Becsend aus dem Geschlecht Hont-Pázmány. Später kam sie zum Gut des Geschlechts Erdődy. 1553 gab es vier Porta im Ort, 1787 hatte die Ortschaft eine Mühle, 17 Häuser und 124 Einwohner, 1828 zählte man 14 Häuser und 99 Einwohner, die als Landwirte und Holzverarbeiter beschäftigt waren.
Bis 1918 gehörte der im Komitat Neutra liegende Ort zum Königreich Ungarn und kam danach zur Tschechoslowakei beziehungsweise heute Slowakei. Von 1976 bis 1990 war Libichava Teil der Nachbargemeinde Veľké Hoste.

## Bevölkerung
| Jahr                | 1994 | 2004    | 2014     | 2024    |
| ------------------- | ---- | ------- | -------- | ------- |
| Anzahl der Personen | 179  | 168     | 137      | 138     |
| Unterschied         |      | −6,14 % | −18,45 % | +0,72 % |

| Jahr                | 2023 | 2024    |
| ------------------- | ---- | ------- |
| Anzahl der Personen | 146  | 138     |
| Unterschied         |      | −5,47 % |

Nach der Volkszählung 2011 wohnten in Libichava 146 Einwohner, davon 144 Slowaken sowie jeweils ein Tscheche und ein Einwohner einer anderen Ethnie.
127 Einwohner bekannten sich zur römisch-katholischen Kirche und drei Einwohner zur evangelisch-methodistischen Kirche; zwei Einwohner bekannten sich zu einer anderen Konfession. 12 Einwohner waren konfessionslos und bei zwei Einwohnern wurde die Konfession nicht ermittelt.